# Film Fund Luxembourg
Film Fund Luxembourg (рус. Кинофонд Люксембург) — люксембургская организация, кинофонд. Был основан в 1990 году. В 1999 году подвергся реструктурированию. Фонд контролируется правительством Люксембурга.
Фонд финансирует производство фильмов, основной его целью является создание условий для полноценного развития киноиндустрии Великого Герцогства.